# Elecciones municipales de Huancavelica de 1983
Las elecciones municipales de Huancavelica de 1983 se llevaron a cabo el 13 de noviembre de 1983 para elegir al alcalde y al Concejo Provincial de Huancavelica para el periodo 1984-1986. La elección se celebró simultáneamente con elecciones municipales en todo el país.
Los comicios también estuvieron marcados por el recrudecimiento de la violencia terrorista de Sendero Luminoso. Numerosas autoridades y candidatos municipales fueron víctimas de las incursiones senderistas; en vísperas de las elecciones fueron asesinados Erasmo Surichaqui Amancay (alcalde de Acombabilla), Alejandro Soto Suyuri (regidor de Manta) y Elías Acuña Torres (candidato en Nuevo Occoro). En estos y varios otros distritos, las votaciones terminarían siendo anuladas.
El clima de violencia resultó en una enorme caída de la participación y un aumento del voto viciado, a pesar de lo cual Izquierda Unida ganó las elecciones con gran diferencia y su candidato César Hermosa Guerra resultó electo como alcalde provincial de Huancavelica.

## Sistema electoral
La Municipalidad Provincial de Huancavelica es el órgano administrativo y de gobierno de la provincia de Huancavelica. Está compuesta por el alcalde y el Concejo Provincial.
La votación del alcalde y el concejo se realiza en base al sufragio universal, que comprende a todos los ciudadanos nacionales mayores de dieciocho años, empadronados y residentes en la provincia de Huancavelica y en pleno goce de sus derechos políticos, así como a los ciudadanos no nacionales residentes y empadronados en la provincia de Huancavelica.
El Concejo Provincial de Huancavelica está compuesto por 19 regidores elegidos por sufragio directo para un período de tres (3) años, en forma conjunta con la elección del alcalde (quien lo preside) La votación es por lista cerrada y bloqueada. Se asigna a la lista ganadora los escaños según el método d'Hondt o la mitad más uno, lo que más le favorezca.

## Composición del Concejo Provincial de Huancavelica
La siguiente tabla muestra la composición del Concejo Provincial de Huancavelica antes de las elecciones.
| Partidos | Partidos                  | Regidores |
| -------- | ------------------------- | --------- |
|          | Izquierda Unida           | 7         |
|          | Acción Popular            | 5         |
|          | Partido Popular Cristiano | 5         |
|          | Partido Aprista Peruano   | 2         |

## Partidos y candidatos
A continuación se muestra una lista de los principales partidos y alianzas electorales que participaron en las elecciones:
| Candidatura | Candidatura | Partidos y alianzas | Candidatos | Candidatos                   | Ideología                                               | Resultado previo | Resultado previo | Ref. |
| Candidatura | Candidatura | Partidos y alianzas | Candidatos | Candidatos                   | Ideología                                               | Votos (%)        | Reg.             | Ref. |
| ----------- | ----------- | --- | ---------- | ---------------------------- | ------------------------------------------------------- | ---------------- | ---------------- | ---- |
|             | IU          | Lista - Izquierda Unida (IU) – Unión de Izquierda Revolucionaria (UNIR) – Unidad Democrático Popular (UDP) – Partido Socialista Revolucionario (PSR) – Partido Comunista Revolucionario (PCR) – Partido Comunista Peruano (PCP) – Frente Obrero Campesino Estudiantil y Popular (FOCEP) |            | César Hermosa Guerra         | Marxismo-leninismo Mariateguismo Socialismo democrático | 33.95%           | 7                |      |
|             | AP          | Lista - Acción Popular (AP) |            | Alejandro Galván Villafuerte | Liberalismo Humanismo Democracia cristiana              | 28.43%           | 5                |      |
|             | PPC         | Lista - Partido Popular Cristiano (PPC) |            | Emma Vargas Gálvez           | Conservadurismo social Humanismo Democracia cristiana   | 27.40%           | 5                |      |
|             | APRA        | Lista - Partido Aprista Peruano (APRA) |            | Samuel Castro Galván         | Aprismo                                                 | 10.22%           | 2                |      |

## Resultados

### Sumario general
|                        |                                              |              |              |              |           |           |
| Partidos y coaliciones | Partidos y coaliciones                       | Voto popular | Voto popular | Voto popular | Regidores | Regidores |
| Partidos y coaliciones | Partidos y coaliciones                       | Votos        | %            | ±pp          | Total     | +/−       |
|                        | Izquierda Unida (UNIR–UDP–PSR–PCR–PCP–FOCEP) | 5,514        | 57.99        | +24.04       | 12        | +5        |
|                        | Partido Popular Cristiano (PPC)              | 1,776        | 18.68        | –8.72        | 3         | –2        |
|                        | Partido Aprista Peruano (APRA)               | 1,579        | 16.61        | +6.39        | 3         | +1        |
|                        | Acción Popular (AP)                          | 588          | 6.18         | –22.25       | 1         | –4        |
|                        | Lista Independiente N° 3                     | 51           | 0.54         | n/a          | 0         | ±0        |
|                        |                                              |              |              |              |           |           |
| Total                  | Total                                        | 9,508        |              |              | 19        | ±0        |
|                        |                                              |              |              |              |           |           |
| Votos válidos          | Votos válidos                                | 9,508        | 60.59        | –5.06        |           |           |
| Votos en blanco        | Votos en blanco                              | 2,067        | 13.17        | –0.95        |           |           |
| Votos nulos            | Votos nulos                                  | 4,118        | 26.24        | +6.05        |           |           |
| Votos emitidos         | Votos emitidos                               | 15,693       | 41.96        | –19.81       |           |           |
| Abstenciones           | Abstenciones                                 | 21,711       | 58.04        | +19.81       |           |           |
| Votantes registrados   | Votantes registrados                         | 37,404       |              |              |           |           |
|                        |                                              |              |              |              |           |           |
| Fuente:                |                                              |              |              |              |           |           |

### Concejo Provincial de Huancavelica
| Cargo                               | Autoridad electa            | Partido político | Partido político          |
| ----------------------------------- | --------------------------- | ---------------- | ------------------------- |
| Alcalde Provincial de Huancavelica  | César Hermosa Guerra        |                  | Izquierda Unida           |
| Regidor Provincial de Huancavelica  | Amancio Alarco Delgado      |                  | Izquierda Unida           |
| Regidor Provincial de Huancavelica  | Rodolfo Escobar Jurado      |                  | Izquierda Unida           |
| Regidor Provincial de Huancavelica  | Eduardo Agama Oré           |                  | Izquierda Unida           |
| Regidor Provincial de Huancavelica  | Glicerio Ramírez Luna       |                  | Izquierda Unida           |
| Regidor Provincial de Huancavelica  | Zenón Córdova Durand        |                  | Izquierda Unida           |
| Regidora Provincial de Huancavelica | Estela Jurado Casqui        |                  | Izquierda Unida           |
| Regidor Provincial de Huancavelica  | Hugo Fernández Oré          |                  | Izquierda Unida           |
| Regidor Provincial de Huancavelica  | Augusto Velásquez Salinas   |                  | Izquierda Unida           |
| Regidor Provincial de Huancavelica  | Manaces Franco Macedo       |                  | Izquierda Unida           |
| Regidor Provincial de Huancavelica  | Manuel Moori Villavicencio  |                  | Izquierda Unida           |
| Regidora Provincial de Huancavelica | Lucía Huatuco Bendezú       |                  | Izquierda Unida           |
| Regidora Provincial de Huancavelica | Natividad Huamán Trejo      |                  | Izquierda Unida           |
| Regidor Provincial de Huancavelica  | José Gil Arbildo            |                  | Partido Popular Cristiano |
| Regidor Provincial de Huancavelica  | Jafet Vergara Abregú        |                  | Partido Popular Cristiano |
| Regidor Provincial de Huancavelica  | Samuel Barreto Laguna       |                  | Partido Popular Cristiano |
| Regidor Provincial de Huancavelica  | Fernando Mendoza Canales    |                  | Partido Aprista Peruano   |
| Regidor Provincial de Huancavelica  | Aníbal Requena Zuasnábar    |                  | Partido Aprista Peruano   |
| Regidor Provincial de Huancavelica  | Alejandro Gutiérrez Pickman |                  | Partido Aprista Peruano   |
| Regidor Provincial de Huancavelica  | Leoncio Cunya Espinoza      |                  | Acción Popular            |

## Elecciones municipales distritales

### Sumario general
| Partidos y coaliciones | Partidos y coaliciones                       | Voto popular | Voto popular | Voto popular | Alcaldías | Alcaldías |
| Partidos y coaliciones | Partidos y coaliciones                       | Votos        | %            | ±pp          | Total     | +/−       |
| ---------------------- | -------------------------------------------- | ------------ | ------------ | ------------ | --------- | --------- |
|                        | Izquierda Unida (UNIR–UDP–PSR–PCR–PCP–FOCEP) |              |              |              | 5         | +2        |
|                        | Partido Popular Cristiano (PPC)              |              |              |              | 4         | –1        |
|                        | Partido Aprista Peruano (APRA)               |              |              |              | 2         | +2        |
|                        | Acción Popular (AP)                          |              |              |              | 0         | –9        |
|                        | Lista Independiente N° 3                     |              |              | n/a          | 0         | ±0        |
|                        | Elecciones municipales complementarias       | —            | —            | —            | 6         | —         |
|                        |                                              |              |              |              |           |           |
| Total                  | Total                                        |              |              |              | 17        | ±0        |
|                        |                                              |              |              |              |           |           |
| Votos válidos          |                                              |              |              |              |           |           |
| Votos en blanco        |                                              |              |              |              |           |           |
| Votos nulos            |                                              |              |              |              |           |           |
| Votos emitidos         |                                              |              |              |              |           |           |
| Abstenciones           |                                              |              |              |              |           |           |
| Votantes registrados   |                                              |              |              |              |           |           |
|                        |                                              |              |              |              |           |           |
| Fuente:                |                                              |              |              |              |           |           |

### Resultados por distrito
La siguiente tabla enumera el control de los distritos de la provincia de Huancavelica. El cambio de mando de una organización política se resalta del color de ese partido.
| Distrito         | Alcalde(sa) titular          | Partido político | Partido político          | Alcalde(sa) electo(a)                          | Partido político                               | Partido político                               |
| ---------------- | ---------------------------- | ---------------- | ------------------------- | ---------------------------------------------- | ---------------------------------------------- | ---------------------------------------------- |
| Acobambilla      | Espíritu Victoria Contreras  |                  | Acción Popular            | Elecciones municipales complementarias de 1985 | Elecciones municipales complementarias de 1985 | Elecciones municipales complementarias de 1985 |
| Acoria           | Fernando Montalván Galván    |                  | Partido Popular Cristiano | Pedro Palomino Zorrilla                        |                                                | Izquierda Unida                                |
| Conayca          | Cesario Ramos Carbajal       |                  | Acción Popular            | Máximo Ñaupa Huarocc                           |                                                | Partido Popular Cristiano                      |
| Cuenca           | Alejandro Chávez de la Cruz  |                  | Izquierda Unida           | Urbano Salcedo Salazar                         |                                                | Partido Aprista Peruano                        |
| Huachocolpa      | Ambrosio Aguirre Ramos       |                  | Izquierda Unida           | Fernando Aparco Meza                           |                                                | Partido Aprista Peruano                        |
| Huando           | Sebastián Vilcahuamán Guzmán |                  | Acción Popular            | Policarpo Navarro Allpocc                      |                                                | Partido Aprista Peruano                        |
| Huayllahuara     | Savina Alonzo Pérez          |                  | Acción Popular            | León Chaupis Martínez                          |                                                | Izquierda Unida                                |
| Izcuchaca        | Eugenio Cabanillas Manrique  |                  | Acción Popular            | Guillermo Ponce Espinoza                       |                                                | Partido Aprista Peruano                        |
| Laria            | Andrés Huarcaya Sinchi       |                  | Partido Popular Cristiano | Elecciones municipales complementarias de 1985 | Elecciones municipales complementarias de 1985 | Elecciones municipales complementarias de 1985 |
| Manta            | Teodomiro Matos Araujo       |                  | Acción Popular            | Elecciones municipales complementarias de 1985 | Elecciones municipales complementarias de 1985 | Elecciones municipales complementarias de 1985 |
| Mariscal Cáceres | Víctor Pariachi Gomez        |                  | Acción Popular            | Marcelino Chanco Mendoza                       |                                                | Partido Popular Cristiano                      |
| Moya             | Pío Gutiérrez Enriquez       |                  | Acción Popular            | Herminio Claro Matos                           |                                                | Izquierda Unida                                |
| Nuevo Occoro     | Leonardo Pariona Alanya      |                  | Partido Popular Cristiano | Elecciones municipales complementarias de 1985 | Elecciones municipales complementarias de 1985 | Elecciones municipales complementarias de 1985 |
| Palca            | Cirilo de la Cruz Taipe      |                  | Izquierda Unida           | Leoncio Solano Felipe                          |                                                | Izquierda Unida                                |
| Pilchaca         | Gerardo Flores Huaroc        |                  | Acción Popular            | Elecciones municipales complementarias de 1985 | Elecciones municipales complementarias de 1985 | Elecciones municipales complementarias de 1985 |
| Vilca            | Eduardo Quispilaya Yauli     |                  | Partido Popular Cristiano | Elecciones municipales complementarias de 1985 | Elecciones municipales complementarias de 1985 | Elecciones municipales complementarias de 1985 |
| Yauli            | Juan Ñahuincopa Lázaro       |                  | Partido Popular Cristiano | Lorenzo Machuca Quispe                         |                                                | Izquierda Unida                                |